# Jelisaweta Grigorjewna Gilels

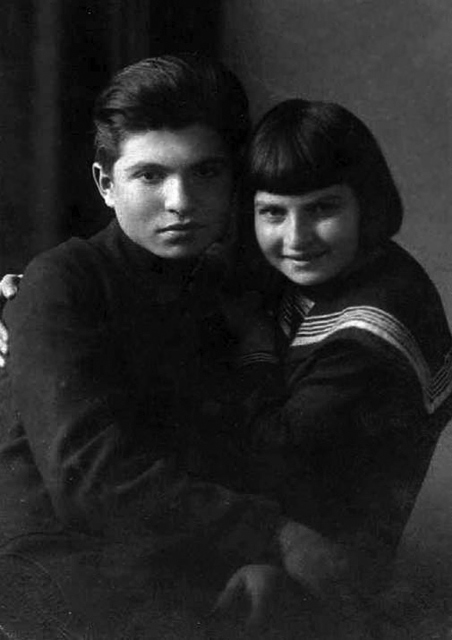
Emil Gilels und die junge Elisabeth Gilels

Jelisaweta (Elisabeth) Grigorjewna Gilels (mit Nachnamen auch Gilels-Kogan und Kogan, russisch Елизаве́та Григо́рьевна Ги́лельс, englische Transliteration Yelizaveta Grigoryevna Gilels, wiss. Transliteration Elizavéta Grigór'evna Gílel's, * 30. September 1919 in Odessa; † 13. März 2008 in Moskau) war eine sowjetische Geigerin und Musikpädagogin. Sie war die Schwester des Pianisten Emil Gilels, die Ehefrau des Violinvirtuosen Leonid Kogan und die Mutter des Dirigenten Pawel Kogan und der Pianistin Nina Kogan.

## Leben und Werk
Elisabeth Gilels wurde 1919 in Odessa in eine jüdische Familie geboren. Ihr Vater Grigori Gilels war ein Angestellter in der Zuckerraffinerie, und ihre Mutter Esfira Gilels war Hausfrau. Elisabeth hatte mehrere Geschwister, einschließlich Kinder aus früheren Ehen von ihren beiden Eltern. Obwohl die Familie nicht direkt in eine Musikszene integriert war, brachte sie zwei herausragende Musiker hervor: Zunächst Emil Gilels und drei Jahre später Elisabeth selbst.
In Odessa pflegte das Bürgertum trotz wirtschaftlich schwerer Zeiten die Musikkultur. Größte Aufmerksamkeit wurde musikalisch begabten Kindern entgegengebracht. In der bescheidenen Wohnung der Familie Gilels im Stadtteil Moldawanka gab es einen Flügel. Bereits im Alter von zwei Jahren zeigte Emil Interesse daran, die Tasten zu berühren und den erzeugten Klängen zu lauschen. Er interessierte sich auch für andere Klänge wie die Musik von Blaskapellen, den Gesang oder das Läuten von Glocken. Die kleine Elisabeth war daher schon früh von Musik umgeben.
Elisabeth begann ihr Geigenstudium bei dem berühmten Pädagogen Pjotr Stoljarski, zu dessen Starschülern Dawid Oistrach, Nathan Milstein und Boris Goldstein gehörten. Später studierte sie bei Abram Jampolski in Moskau. Zu Beginn ihrer Karriere hatte sie mit ihrem Bruder ein Duo gegründet. 1937 wurde sie Preisträgerin des Ysaÿe-Wettbewerbs (später Königin-Elisabeth-Wettbewerb) in Brüssel. Stoljarskis Studenten sorgten bei diesem Wettbewerb für Aufsehen, da David Oistrach, Boris Goldstein, Jelisaweta Gilels und Michail Fichtenholz die höchsten Preise gewannen. Die Ergebnisse der Sitzungen haben einen tiefen Eindruck hinterlassen. Der erste Preis wurde ohne große Diskussion an David Oistrach verliehen. Die sowjetische Schule errang auch alle weiteren Preise. Alle anderen Schulen, insbesondere die belgische Violinschule, hatten sich mit den „Krümeln“ begnügen müssen. Die belgische Violinschule, die immer noch eine Quelle des belgischen Nationalstolzes war, scheiterte in diesem Wettbewerb. Ihre vollkommene Abwesenheit im Finale wurde viel kommentiert. Arthur Grumiaux und Carlo Van Neste, beide jung und unerfahren, konnten damals die Jury nicht überzeugen.
Erst nach dem Zweiten Weltkrieg bildete Elisabeth mit Leonid Kogan ein Duo. Ihre Bach-Doppelkonzert-Aufführung wurde berühmt und es gelang ihnen auch, einige der seltener gespielten Stücke und Werke wie die Sonate von Mieczysław Weinberg in die Öffentlichkeit zu bringen. Ab 1966 lehrte sie am Moskauer Konservatorium, wo sie 1987 zum Professor ernannt wurde. Sie war eine vollendete Künstlerin und hatte großen Einfluss auf ihre Schüler. Sie wurde international trotz ihrer eigenen künstlerischen Leistungen vorwiegend „nur“ als Frau von Leonid Kogan und als Schwester von Emil Gilels wahrgenommen.